# Antestor
Gli Antestor sono un gruppo extreme metal norvegese; ad oggi sono l'unica band cristiana con un album distribuito dalla Cacophonous Records, che ha avuto sotto contratto gruppi come Dimmu Borgir, Sigh e Blood Storm.

## Storia del gruppo
Il gruppo nasce nel 1990 in Norvegia, precisamente a Jessheim. Dopo la pubblicazione di due demo, nel 1994 danno alle stampe il loro primo full length Martyrium (bootleg con cassetta, solo nel 2000 è stato venduto in cd). Il gruppo preferisce definire la propria tipologia musicale "sorrow metal" piuttosto che black metal, genere con continui riferimenti satanici.
Il primo demo The Defeat of Satan, contiene 4 canzoni e viene originariamente commercializzato sotto il nome di Crush Evil. Il gruppo a causa della loro fede ha ricevuto diverse minacce di morte, Euronymous, chitarrista dei Mayhem, seminale gruppo black metal, una volta disse: "I Militanti del norwegian black metal costringeranno questa band a sciogliersi", ma questo non è avvenuto, e per uno strano scherzo del destino Jan Axel Blomberg (conosciuto anche come Hellhammer, batterista dei Mayhem) è stato il session drummer nelle ultime 2 release del gruppo (Det Tapte Liv e The Forsaken).
Despair, il primo demo pubblicato con il nome Antestor, contiene la cover di un antico inno norvegese dal titolo "Jesus, Ver Du Hjå Meg" ("Gesù, Stai Con Me").
Il primo album Martyrium non è stato pubblicato su scala mondiale a causa di problemi con l'etichetta discografica e il secondo full length non vede la luce prima del 1998, quando The Return of the Black Death è dato alle stampe dalla Cacophonous Records.
La casa discografica ha deciso di annullare la pubblicazione dell'album con la scoperta della loro fede cristiana. Il disco è stato quindi stampato in pochissime copie e attualmente si trova in vendita in un numero esiguo di siti. A prescindere da ciò l'lp è stato valutato positivamente dai blackster cristiani e non.
Il gruppo è stato quindi messo presto sotto contratto dalla Endtime Productions, un'etichetta christian metal che aveva lanciato anche gli Extol, che ristampò Martyrium.
Gli Antestor sono rimasti nel silenzio fino al 2003 quando decidono di ripubblicare i loro primi 2 demo in un CD dal titolo The Defeat of Satan. In seguito molti membri della band, tra cui anche il cantante Martyr, lasciano il gruppo. I componenti vengono fortunatamente rimpiazzati dagli ex- membri dei Vaakevandring, un altro gruppo christian metal norvegese appena sciolto.
Ronny Hansen, che opta per il nome d'arte di Vrede, diventa il nuovo cantante, Morten Sigmund Mageroy (alias Sygmoon), il nuovo tastierista e Ann-Mari Edvardsen la nuova voce femminile. Anche il batterista Svein Sander (Armoth) decide di abbandonare gli Antestor, lasciando il gruppo senza un batterista fisso per diversi anni.
Nel 2004 viene pubblicato l'EP Det Tapte Liv, con canzoni più strumentali e "meno" black metal, l'anno successivo esce il nuovo album, chiamato The Forsaken, tutte e 2 queste pubblicazioni vanno in porto grazie all'aiuto di Hellhammer, poi sostituito da Tony Kirkemo.
Nel 2009 Bjørn Leren ha affermato che gli Antestor non erano più momentaneamente attivi. Morten Sigmund Mageroy ha lasciato il gruppo nel 2007 passando ai Merylia, e Ronny Hansen sta collaborando con i Morgenroede.
Gli Antestor si sono ufficialmente ri-uniti nel 2009 con una nuova formazione capeggiata da Ronny Hansen.

## Formazione

### Formazione attuale
- Ronny Hansen (aka Vrede) - voce
- Lars Stokstad (aka Vemod) - chitarra

### Ex componenti
- Morten Sigmund Mageroy (aka Sygmoon) - tastiere
- Vegard Undal (aka Gard) - basso
- Tony Kirkemo - batteria
- Ann-Mari Edvardsen - voce
- Jan Axel Blomberg (Hellhammer) - batteria (2004-2005)
- Kjetil Molnes - voce (aka Martyr)
- Svein Sander - batteria (aka Armoth)
- Erling Jorgensen - chitarra (aka Pilgrim)
- Stig Rolfsen - chitarra (aka Erkebisp)
- Paul W - batteria
- Bjørn Leren - chitarra
- Tora - voce femminile in Martyrium
- Daniel Ravn Fufjord (aka Jokull) - basso live

## Discografia
Album in studio
- 1998 - The Return of the Black Death
- 2000 - Martyrium
- 2005 - The Forsaken
- 2012 - Omen

Demo
- 1991 - The Defeat of Satan
- 1993 - Despair
- 1998 - Kongsblod

Split
- 1996 - Northern Lights

Raccolte
- 2003 - The Defeat of Satan

EP
- 2004 - Det Tapte Liv